# Orkowo
Orkowo – wieś w Polsce położona w województwie wielkopolskim, w powiecie śremskim, w gminie Śrem. W latach 1975–1998 miejscowość administracyjnie należała do województwa poznańskiego.
Wieś położona 11 km na północ od Śremu, przy drodze powiatowej nr 2464 z Świątnik do Zbrudzewa, nad rozlewiskami i starorzeczami Warty.
Pierwsze wzmianki o wsi pochodzą z 1287 i wspominają Teodoryka, kanonika poznańskiego i jego brata Mroczka jako jej właścicieli. Wieś duchowna, własność biskupstwa poznańskiego, pod koniec XVI wieku leżała w powiecie pyzdrskim województwa kaliskiego. 	
Zabytkami wsi znajdującymi się w gminnej ewidencji zabytków jest wiatrak koźlak z pierwszej poł. XIX wieku, przewieziony do parku etnograficznego w Niechorzu, budynek szkoły z 1948 (obecnie dom mieszkalny), budynek Ochotniczej Straży Pożarnej z poł. XIX wieku, budynki mieszkalne i zagrody W Orkowie znajdują się pomniki przyrody, wśród nich: wiąz szypułkowy o obwodzie 400 cm i dąb szypułkowy o obwodzie 570 cm. Świątkami przydrożnymi jest kapliczka Matki Boskiej Niepokalanie Poczętej z 1923,  figura Chrystusa Frasobliwego sprzed II wojny światowej na terenie prywatnej posesji pp. Tomaszewskich (nr 38) oraz wykonany z metalu krzyż przydrożny sprzed II wojny światowej usytuowany na początku wsi, jeszcze przed tablicą informującą o nazwie miejscowości. .

## Ludzie związani z Orkowem
Matka Teresa wł. Katarzyna Teresa Stępa (1882-1977), matka generalna Zgromadzenia Franciszkanek Rodziny Maryi.